# 阮遷干
阮遷干（？年—？年），字鴻舉，交阯人，歷官交阯等處承宣布政使司諒江府上洪州多錦縣知縣、上洪州知州，交阯淪陷後，宣德七年安置山東，歷官青州府通判、真定府同知，景泰二年土木之變，原交阯右布政弋謙舉薦阮遷干奇才可用，景泰六年任四川順慶府知府，後以老致仕，寄籍宣城縣，成化九年，予其子廷珪特授官縣丞。